# Loin du paradis (film, 2002)
Pour les articles homonymes, voir Loin du paradis.
Pour plus de détails, voir Fiche technique et Distribution.
Loin du paradis (titre original : Far from Heaven) est un film franco-américain réalisé par Todd Haynes et sorti en 2002.

## Synopsis
Dans l'État du Connecticut des années 1950, Cathleen « Cathy » Whitaker (Julianne Moore) est une mère et une femme au foyer modèle. Frank (Dennis Quaid), son mari, a un travail important. Leur vie bourgeoise semble parfaite jusqu'au jour où Cathy surprend son mari échangeant un baiser avec un homme. L'homosexualité étant considérée comme une maladie, le couple consulte un médecin. Frank croit que la thérapie va lui permettre de surmonter sa « déviance sexuelle », mais reste taraudé par ses désirs et cède finalement aux avances d'un jeune homme. Le mariage du couple s'effondre et Frank quitte le domicile conjugal pour vivre avec son compagnon. Cathy s'évertue à garder un sourire de façade pour faire front à la désapprobation générale, mais souffre intensément. En parallèle, lors d'une exposition de peinture, elle se découvre des affinités avec Raymond Deagan (Dennis Haysbert), son jardinier noir sensible et cultivé. Celui-ci ressent le désarroi de Cathy et lui témoigne sa profonde amitié. C'est plus cette relation conjuguant différences de classe et de couleur de peau qui jette l'opprobre sur Cathy. Rien n'y fera ; jusqu'à ce qu'elle cesse de fréquenter Raymond, lui-même contraint d'aller s'établir à Baltimore pour protéger sa fille Sarah et lui-même, Cathy demeure isolée, bannie par la société bien pensante.

## Fiche technique
- Titre original : Far from Heaven
- Titre français/québécois : Loin du paradis
- Réalisation : Todd Haynes
- Scénario : Todd Haynes
- Photographie : Edward Lachman
- Montage : James Lyons
- Cadrage : Craig Haagensen
- Musique : Elmer Bernstein
- Son : Michael Gandsey, Richard Moore, Kelly J. Baker
- Décors : Mark Friedberg
- Costumes : Sandy Powell
- Direction artistique : Peter Rogness
- Producteurs : Christine Vachon, Jody Allen
- Producteurs délégués : Steven Soderbergh, George Clooney
- Sociétés de production : Focus Features, Vulcan Productions, Killer Films, John Wells Productions, Section Eight, TF1 International, Clear Blue Sky Productions et USA Films
- Sociétés de distribution : Focus Features (États-Unis), Alliance Atlantis Communications (Canada), ARP Sélection (France)
- Budget : 13,5 millions $ US (estimation)[1]
- Pays de production :  États-Unis,  France
- Langue originale : anglais
- Dédicace : Bompi, surnom de Arnold A. Semler, grand-père de Todd Haynes, qui travailla pour Warner Bros.
- Format : 35 mm — couleur — 1,85:1 — son Dolby Digital
- Genre : mélodrame, romance
- Durée : 107 minutes
- Dates de sortie :
  - États-Unis : 1er septembre 2002
  - France : 5 mars 2003
- (fr) Classifications CNC : tous publics, Art et Essai (visa d'exploitation no 106604 délivré le 15 avril 2003)

## Distribution
Légende : VF = Version française[réf. nécessaire] et VQ = Version québécoise
- Julianne Moore (VF : Laurence Bréheret et VQ : Marie-Andrée Corneille) : Cathleen « Cathy » Whitaker
- Dennis Haysbert (VF : Paul Borne et VQ : Guy Nadon) : Raymond Deagan
- Dennis Quaid (VF : Bernard Lanneau et VQ : Hubert Gagnon) : Frank Whitaker
- Patricia Clarkson (VF : Zaïra Benbadis et VQ : Élise Bertrand) : Eleanor Fine
- Viola Davis (VF : Maïté Monceau et VQ : Johanne Garneau) : Sybil, domestique des Whitaker
- James Rebhorn (VF : Jean-Pierre Leroux et VQ : Éric Gaudry) : Dr Bowman
- Bette Henritze (VF : Nicole Favart et VQ : Françoise Faucher) : Mme Leacock
- Michael Gaston (VF : Patrick Bethune) : Stan Fine
- Ryan Ward (VQ : Alexis del Vecchio) : David Whitaker
- Lindsay Andretta (VQ : Rosemarie Houde) : Janice Whitaker
- June Squibb : La vieille femme
- Barbara Garrick : Doreen

## Production

### Tournage
Extérieurs :
- État de New York : New York, Yonkers ;
- New Jersey : Bayonne, Bloomfield, Cranford, Elizabeth, Hackensack, Ho-Ho-Kus, Kearny, Livingston, Morristown (en), North Arlington, Oakland, Paterson, Union City.

### Musique
- Ballet Piece, musique composée et interprétée au piano par Cynthia Millar.
- Eagan's Jukebox, musique de Max Avery Lichtenstein (en), interprété par Camphor.
- Auld Lang Syne (Ce n'est qu'un au revoir), paroles anglaises de Robert Burns, chant traditionnel écossais (1788), interprété par un groupe lors du réveillon de la Saint-Sylvestre.
- Autumn in Connecticut, musique d'Elmer Bernstein.

## Distinctions
Note : quelques-unes des principales distinctions (le film en a reçu plus d'une centaine).

### Récompenses
- Boston Society of Film Critics Awards 2002 :
  - Prix de la meilleure photographie à Edward Lachman,
  - Prix de la meilleure actrice (2e place) à Julianne Moore.
- Mostra de Venise 2002 : 
  - Coupe Volpi de la meilleure interprétation féminine à Julianne Moore,
  - Prix du jury de la meilleure actrice à Julianne Moore,
  - Prix Osella pour la meilleure photographie à Edward Lachman,
  - Prix SIGNIS (Association catholique mondiale pour la Communication), mention honorable à Todd Haynes.
- New York Film Critics Circle Awards 2002 :
  - Prix du meilleur film,
  - Prix du meilleur acteur dans un second rôle à Dennis Quaid,
  - Prix de la meilleure actrice dans un second rôle à Patricia Clarkson,
  - Prix du meilleur réalisateur à Todd Haynes,
  - Prix de la meilleure photographie à Edward Lachman.
- Chlotrudis Awards 2003 :
  - Prix Audience de la meilleure actrice à Julianne Moore,
  - Prix Audience de la photographie à Edward Lachman,
  - Prix du meilleur film,
  - Prix du meilleur réalisateur à Todd Haynes,
  - Prix de la meilleure photographie à Edward Lachman,
  - Prix de la meilleure actrice dans un second rôle à Patricia Clarkson.
- Independent Spirit Awards 2003 :
  - Prix du meilleur film à Christine Vachon et Jody Allen,
  - Prix du meilleur réalisateur à Todd Haynes,
  - Prix de la meilleure photographie à Edward Lachman,
  - Prix de la meilleure actrice à Julianne Moore,
  - Prix du meilleur acteur dans un second rôle à Dennis Quaid.
- Satellite Awards 2003 :
  - Prix du meilleur film dramatique,
  - Prix du meilleur réalisateur à Todd Haynes,
  - Prix du meilleur acteur dans un second rôle dramatique à Dennis Haysbert.

### Nominations
- Chlotrudis Awards 2003 :
  - Julianne Moore nommée pour le prix de la meilleure actrice,
  - Dennis Quaid nommé pour le prix du meilleur acteur dans un second rôle,
  - Todd Haynes nommé pour le prix du meilleur scénario original.
- Golden Globes 2003 :
  - Julianne Moore nommée pour le Golden Globe de la meilleure actrice dans un film dramatique,
  - Dennis Quaid nommé pour le Golden Globe du meilleur acteur dans un second rôle,
  - Todd Haynes nommé pour le Golden Globe du meilleur scénario,
  - Elmer Bernstein nommé pour le Golden Globe de la meilleure musique de film.
- Oscars du cinéma 2003 : 
  - Julianne Moore nommée pour l'Oscar de la meilleure actrice,
  - Todd Haynes nommé pour l'Oscar du meilleur scénario original,
  - Edward Lachman nommé pour l'Oscar de la meilleure photographie,
  - Elmer Bernstein nommé pour l'Oscar de la meilleure musique de film.
- Satellite Awards 2003 :
  - Todd Haynes nommé pour le prix du meilleur scénario,
  - Edward Lachman nommé pour le prix de la meilleure photographie,
  - Julianne Moore nommée pour le prix de la meilleure actrice dramatique,
  - Dennis Quaid nommé pour le prix du meilleur acteur dans un second rôle dramatique.
- Screen Actors Guild Awards 2003 : 
  - Julianne Moore nommée pour le prix de la meilleure actrice dans un rôle principal,
  - Dennis Quaid nommé pour le prix du meilleur acteur dans un second rôle.